# Attikudige, Koppa
Attikudige là một làng thuộc tehsil Koppa, huyện Chikmagalur, bang Karnataka, Ấn Độ.